# Joe Sutter
Joseph Frederick Sutter (Seattle, 21 de marzo de 1921-Bremerton, 30 de agosto de 2016), conocido como Joe Sutter, fue un ingeniero estadounidense que se desempeñó en la Boeing Airplane Company, donde fue gerente del equipo de diseño del Boeing 747 bajo el mando de Malcolm T. Stamper, el jefe del proyecto 747. La revista Air & Space/Smithsonian describió a Sutter como el "padre del 747".

## Primeros años y educación
Sutter nació en Seattle (Washington), y creció en las cercanías de la planta de Boeing en Seattle. Era de ascendencia eslovena — su padre, Franc Suhadolc (1879-1945) vino de Dobrova, y llegó a Estados Unidos como buscador de oro. Sutter asistió a la Universidad de Washington y se graduó con una licenciatura en ingeniería aeronáutica en 1943.

## Carrera
En 1940, Sutter aceptó un trabajo de verano en la Planta 2 de Boeing mientras estudiaba ingeniería aeronáutica en la Universidad de Washington. Sirvió como oficial subalterno a bordo del destructor de escolta USS Edward H. Allen (DE-531) en la Marina de los Estados Unidos durante la Segunda Guerra Mundial.
Era un joven veterano de la Marina de Estados Unidos que estaba terminando su carrera cuando tanto Boeing como Douglas le ofrecieron trabajo. Boeing creía en los aviones a reacción y por eso aceptó allí. Jim Albaugh, exejecutivo de Boeing, cree que si las cosas hubieran sido de otra manera, Douglas probablemente hoy sería dueño de Boeing.
En Boeing, Sutter trabajó en muchos proyectos de aviones comerciales, incluidos el Boeing 367-80 "Dash 80", el 707, el 727 y el 737. Finalmente se convirtió en gerente del Boeing 747, un nuevo avión de fuselaje ancho y tamaño gigante de cuatro motores. Como el ingeniero jefe, dirigió el equipo de diseño y construcción del 747 desde su concepción en 1965 hasta su lanzamiento en 1969. Se le conocería posteriormente como el "padre del 747".
El último trabajo de Sutter en Boeing fue el de vicepresidente ejecutivo de ingeniería de aviones comerciales y desarrollo de productos, hasta que se retiró de la empresa en 1986.

## Vida posterior
Sutter formó parte de la Comisión Rogers, que investigó el desastre del transborador Challenger. También fue seleccionado como destinatario del Premio del Salón de la Fama de 2002 de la Asociación Internacional de Carga Aérea y fue consultor de ventas de ingeniería. A partir de julio de 2010, fue miembro del Grupo Asesor Superior de Boeing que estaba estudiando las alternativas de un reemplazo desde cero del Boeing 737 o un nuevo motor con el diseño vigente en ese momento (este último finalmente elegido y luego comercializado como el Boeing 737 MAX). Durante décadas residió en West Seattle. En 2011, en su 90° cumpleaños, el edificio 40-87 de Boeing en Everett, Washington, el principal edificio de ingeniería de la división Boeing Commercial Airplanes, pasó a llamarse Edificio Joe Sutter. 
Sutter falleció el 30 de agosto de 2016, en un hospital de Bremerton, Washington, por complicaciones de neumonía, a la edad de 95 años.

## Libro
El autor e historiador de aviación Jay Spenser trabajó estrechamente con Sutter durante 18 meses para escribir su autobiografía, titulada 747: Creating the World's First Jumbo Jet and Other Adventures from a Life in Aviation (747: Creación del primer Jumbo Jet del mundo y otras aventuras de una vida en la aviación).ISBN 0-06-088241-7). Fue publicado por Smithsonian Books/ HarperCollins como tapa dura en 2006 y como libro de bolsillo en 2007. Este libro cuenta la infancia de Sutter y describe su vida y su carrera de 40 años en Boeing.
El libro detalla la gestión de Sutter como ingeniero jefe del desarrollo del 747 y profundiza en su diseño, fabricación, pruebas, certificación y entrega a las aerolíneas del mundo. El libro también describe los modelos posteriores del 747 y las dos principales actualizaciones derivadas del tipo, el 747-400 de 1989 y el 747-8.

## Premios
- Premio Medalla de Tecnología de los Estados Unidos de 1985. Por sus contribuciones al desarrollo de aviones comerciales a reacción.[12]
- En septiembre de 2024, Sutter fue incluido en el Salón de la Fama de la Aviación Nacional en Dayton, Ohio.[13]